# Tylorida tianlin
Tylorida tianlin är en spindelart som beskrevs av Zhu, Song och Zhang 2003. Tylorida tianlin ingår i släktet Tylorida och familjen käkspindlar. Inga underarter finns listade i Catalogue of Life.